# Pierre Le Guay de Prémontval
Pierre Le Guay de Prémontval (Charenton, prop de París, 16 de febrer, 1716 - Berlín (Alemanya), 2 de setembre, 1764), fou un filòsof, matemàtic i literat francès.

## Biografia
La seva família volia que es dediqués a la magistratura, però la seva afició a les ciències era tan ferma, que va preferir abandonar la casa dels seus pares i llaurar-se per si mateix una posició, que seguir una carrera per la qual no sentia el menor atractiu. Als vint anys escassos va prendre el nom de Prémontval i va obrir a París una classe de matemàtiques que va comptar al cap de poc temps fins a 400 oients. Portat del seu caràcter independent i fent gala sempre de la seva gosadia, barreja d'orgull i de cinisme, va escriure unes Cartes (1735) al pare Tournemine, en què combatia l'eucaristia, la transsubstanciació i altres dogmes catòlics.
Perseguit per aquesta raó, o potser també pels seus creditors, va sortir de França acompanyat per la jove Marie Anne Victoire Pigeon, amb la qual s'havia unit des de 1744. Va residir durant algun temps a Ginebra i Basilea, on va abraçar el protestantisme, la religió del qual li portaven feia temps el seu esperit altaner i la seva laxa moral. Viatjo molt de temps per Alemanya d'on va passar a l'Haia en 1749, sent cridat més tard (1752) a Berlín per mediació de Maupertuis. El mateix any va ser admès a l'Acadèmia de Ciències i va fundar una institució docent, que va ser molt elogiada per les seves innovacions pedagògiques.
Va morir, segons es diu, del disgust que li va causar haver estat posposat a Toussaint per a la càtedra d'oratòria de l'Escola Militar.
Les seves Mémoires (L'Haia, 1749) són un relat emfàtic de les seves pròpies aventures. Premontval va escriure, a més; L'esprit de Fonteunelle (París, 1743; 3a ed., 1767), Discours sur les mathématiques (París, 1743), Pensées sur la liberté (1750; 2, ª ed., Berlín, 1784), Lettres sur la monogamie ou l'unité dans le mariage (L'Haia, 1751/53), Du hasards sous l'empire de la Providence (Berlín 1754), Le, Diogène d'Alembert ou Diogène décent, Pensées libres sur l'homme sur les principals objets des connaissances humaines (Berlín, 1754; 2a ed. ., 1755); Vues philosophiques (Berlín i Amsterdam, 1756) i Préservatifs contre la corruption de la langue française en Germany (Berlín, 1759/64), publicació periòdica destinada especialment a corregir l'estil dels refugiats francesos i en la qual es lluita durament contra Formey.

## Anàlisi de la seva obra
Prémontval era un esperit sagaç que aportava sempre als problemes un punt de vista personal, però era incapaç de seguir en l'anàlisi dels mateixos. Avingut de saber, inquiet, presumptuós, es va proposar de vegades destruir la filosofia regnant i d'altres es presentava com a innovador en hipòtesis peregrines. A les sessions de l'Acadèmia de Berlín va combatre constantment les diverses formes d'incredulitat i ateisme i els representants de l'escola leibnizianowolfiana, especialment Formey. Mendelssohn i Beguelin es van encarregar de desfer els sofismes que havia acumulat contra aquesta filosofia, la qual per altra banda és forçós reconèixer que no va arribar a comprendre íntegrament.
La seva crítica, en efecte, d'aquella filosofia és verbal i negativa. La nova terminologia wolfiana li sembla perillosa; els dos principis característics de la doctrina de Leibniz, el de raó suficient i el de continuïtat, condueixen, segons ell, al fatalisme, amb la qual cosa demostra no haver comprès en sentit i les aplicacions fecundes dels dits principis. Passa el mateix amb la distinció leibniziana de veritats necessàries i contingents que, lluny de ser hipotètica, com ell creu, es recolza en els dos ordres fonamentals de coneixements: racional i experimenta. L'originalitat de Prémontval es xifra en el seu pretès dogmatisme amb la seva ontologia i la seva teologia. Prémontval creu que cal deduir l'existència i la naturalesa de Déu de les idees de ser i d'infinit.
La noció de causa creadora de l'antiga Teodicea ha de ser substituïda per la necessitat i independència dels individus. Tots els éssers són simples i aquesta propietat l'anomena asseïtat; aquesta ha de servir de base a la veritable ciència de Déu, que no serà una Teodicea, ni una Teologia, sinó una teocaris. Pel principi de asseïtat tot el que és substància o ser simple és necessari; l'existència d'una infinitat d'éssers no l'estima contradictòria ni destructora de la infinitud divina, ans al contrari, pretén trobar-hi la prova de l'existència de Déu; però per això és necessari establir que l'eternitat divina és la naturalesa diferent de la nostra eternitat. realitat absoluta de Déu per ser real necessàriament tota idea indispensable a l'esperit. Prémontval proposa una solució que ell anomena la fisiocràcia, sosté que és un fet innegable l'acció de l'ànima sobre el cos i d'aquest sobre aquella, però nega que aquesta acció sigui física; espiritual) i altres éssers espirituals, ja entre l'ànima (simple) i altres éssers simples.
Finalment, el seu Alfabet dels pensaments humans, és un temptativa que no va arribar a realitzar completament, però ni és original en el fons (Lull, Leibniz) ni en la forma (Aristòtil, Wolff). Les conseqüències que Prémontval deia trobar en els wolfians semblen ser característiques del seu sistema. En efecte, la seva nova defensa del teisme és tan fràgil que dóna totalment la raó a Baruch Spinoza. La seva psicocràcia és una nova hipòtesi que deixa la solució al mateix punt que la teoria del mediador plàstic. Com és possible que allò físic, extens i material, actuï sobre allò psíquic, inextens i espiritual? De quina naturalesa és aquesta simplicitat que permet rebre la energia psíquica d'un acte de voluntat o de pensament? Només admetent la identitat originària (monisme) de tots els éssers la hipòtesi en qüestió tindria aspectes de versemblança.